# Bir al-Abd
Koordinaten: 31° 1′ N, 33° 1′ O
Bir al-Abd (arabisch بئر العبد, DMG Biʾr al-ʿAbd) ist eine Stadt im Gouvernement Schimal Sina in Ägypten.

## Geografie
Die Stadt liegt im Norden der Sinai-Halbinsel, etwa 80 Kilometer westlich von al-Arisch, unweit des Bardawil-Sees.

## Verkehr
Die Stadt liegt an der internationalen ägyptischen Küstenstraße und ihr Bahnhof bildet die Endstation des seit 1982 bedienten Abschnitts der Sinai-Bahn.

## Geschichte
Der Name bedeutet „Brunnen des Sklaven“. Es wird angenommen, dass der Name auf einen tatsächlichen Brunnen zurückgeht.
Am 9. August 1916 fand hier ein Konflikt der Sinaifront im Ersten Weltkrieg statt. Die ANZAC Mounted Division des British Empire eroberte von den Osmanen besetzte Gebiete.
Am 24. November 2017 ereignete sich beim Anschlag auf die al-Rawda-Moschee ein Terrorangriff auf eine Moschee ca. 30 Kilometer östlich von Bir al-Abd mit mehr als 300 Toten.